# Jean-Louis-Antoine Reynier
Pour les articles homonymes, voir Reynier.
Jean-Louis-Antoine Reynier est un naturaliste suisse, né à Lausanne le 25 juillet 1762, mort dans la même ville le 17 décembre 1824.

## Biographie
Il s'adonna surtout à la botanique et à l'économie rurale. Après avoir visité la France et la Hollande, il alla s'établir avec sa famille à Garchy (Nivernais), où il exploita une propriété et écrivit plusieurs ouvrages utiles.
Sur les instances de son frère, Jean-Louis-Ébénézer, il fit partie de l'expédition d'Égypte, en qualité de directeur des revenus en nature et du mobilier national. Pendant les quatre années de l'occupation, il fit avec ardeur des recherches sur l'agriculture et les antiquités du pays et en publia les résultats dans la Décade égyptienne, le Courrier d’Égypte, deux recueils imprimés au Caire. Il suivit encore son frère à Naples, où il rendit de grands services jusqu'en 1814, dans les emplois de directeur général des forêts, de surintendant des postes et de conseiller d’État.
De retour dans le canton de Vaud en 1814, il y fonda la Société littéraire et la Société des sciences naturelles.

## Œuvres
Nous citerons de lui :
- Journal d'agriculture à l'usage des campagnes (Paris, 1790, in-8°);
- Considérations générales sur l'agriculture de l’Égypte et observations sur le palmier-dattier et sur sa culture (Paris, s. d. [1803], in-8°);
- De l’Égypte sous la domination des Romains (1807, in-8°)
- De l'économie publique et rurale des Celtes (1818, in-8°);
- Des Perses et des Phéniciens (1819, in-8°);
- Des Arabes et des Juifs (1820, in-8°);
- Des Égyptiens et des Carthaginois (1823, in-8°);
- Des Grecs (1825, in-80).

On trouve encore de ce savant une foule de dissertations curieuses dans la Revue philosophique, la Décade philosophique, la Feuille du canton de Vaud, etc.

## Source
Grand dictionnaire universel du XIXe siècle